# Abitur in Sachsen-Anhalt
Die gymnasiale Oberstufe in Sachsen-Anhalt ist mit dem Schuljahr 2019/20 neu geregelt: [Fünfstündige] Leistungsfächer sind in der 11. Jahrgangsstufe wieder eingeführt worden, aber unter anderem Namen. Es gibt ein System von Kernfächern, Profilfächern und (zweistündigen) Wahlpflichtfächern. Im Folgenden werden die Bestimmungen der zweijährigen Qualifikationsphase (nicht der Einführungsphase) genannt.

## Fächer und Belegungspflichten
Die Fächer sind in verschiedene Aufgabenfelder eingeteilt:
- sprachlich-literarisch-künstlerisches Aufgabenfeld: Deutsch, Englisch, Französisch, Russisch, Latein, Griechisch, Spanisch, Italienisch, weitere Fremdsprachen, Kunsterziehung, Musik
- gesellschaftswissenschaftliches Aufgabenfeld: Sozialkunde, Geschichte, Geographie, Philosophie, Psychologie, Rechtskunde, Wirtschaftslehre, Religionsunterricht, Ethikunterricht
- mathematisch-naturwissenschaftlich-technisches Aufgabenfeld: Mathematik, Physik, Chemie, Biologie, Informatik, Technik, Astronomie
- ohne Zuordnung: Sport

Obligatorische Kernfächer sind:
- Deutsch
- Mathematik
- Geschichte

Profilfächer sind:
- eine Fremdsprache
- eine Naturwissenschaft
- eine Fremdsprache oder eine Naturwissenschaft

Der Unterricht ist auf erhöhtem Anforderungsniveau fünfstündig und auf grundlegendem Anforderungsniveau dreistündig. Geschichte kann nur dreistündig erteilt werden.
Wahlpflichtfächer (zweistündig) sind:
- Kunsterziehung oder Musik (2 Wochenstunden)
- Geographie oder Sozialkunde (2 Wochenstunden)
- Religionslehre oder Ethik (2 Wochenstunden)
- Sport oder ein Ersatzfach (ärztliches Attest benötigt) (2 Wochenstunden)
- Fremdsprache oder Naturwissenschaft (je 4 Wochenstunden) oder ein oder zwei weitere Wahlpflichtfächer (2 Wochenstunden, Naturwissenschaften sind auch 2-stündig möglich, diese können jedoch nicht geprüft werden)

Die Wochenstundenzahl liegt bei dieser Pflichtbelegung bei 34 bzw. 36 in der Qualifikationsstufe.

## Abiturprüfung
Unter den Prüfungsfächern müssen zwei der drei Fächer Deutsch, Mathematik oder Fremdsprache sein. Die schriftliche Prüfung umfasst vier der Kern- und Profilfächer; von diesen werden zwei auf erhöhtem Anforderungsniveau (1. und 2. Prüfungsfach) und zwei auf grundlegendem Anforderungsniveau (3. und 4. Prüfungsfach) geprüft. 
- Deutsch
- Mathematik
- Profil-Fremdsprache
- Profil-Naturwissenschaft
- Geschichte

Das 1. und 2. Prüfungsfach ist aus den erstgenannten vier Fächern beliebig wählbar, wobei nur ein Fach eine Fremdsprache oder Naturwissenschaft sein darf. Geschichte kann nur auf grundlegendem Anforderungsniveau gewählt werden. 
Das (5.) mündliche Prüfungsfach ist frei aus allen Fächern wählbar, solange gewährleistet ist, dass die fünf Prüfungsfächer die drei Aufgabenbereiche abdecken. Eine besondere Lernleistung ist möglich.

## Abrechnung
Die Abrechnung der Leistungen und die Ermittlung der Gesamtqualifikation orientieren sich am bundeseinheitlichen System. Bedingt durch die Besonderheiten der Oberstufen in Sachsen-Anhalt sind dabei folgende Anpassungen zu beachten:
Die eingebrachten Leistungen werden in zwei Leistungsblöcken I und II eingeteilt. In den Block I werden mindestens 36 und höchstens 40 Kurshalbjahresergebnisse in einfacher Wertung eingebracht. (1. und 2. Prüfungsfach können dabei doppelt gezählt werden) Dabei muss die Anzahl der Kurshalbjahresergebnisse aus der Belegung die Anzahl der Kurshalbjahresergebnisse aus der Einbringung um mindestens zwei übersteigen. In Block I müssen mindestens 200 Punkte erreicht werden.
Unter den verpflichtend einzubringenden Kurshalbjahresergebnissen müssen sein:
1.
vier Kurshalbjahresergebnisse aus Deutsch,
2.
vier Kurshalbjahresergebnisse aus ein und derselben Profilfach-Fremdsprache,
3.
zwei Kurshalbjahresergebnisse aus Musik oder Kunsterziehung,
4.
vier Kurshalbjahresergebnisse aus Geschichte,
5.
vier Kurshalbjahresergebnisse aus Mathematik,
6.
vier Kurshalbjahresergebnisse aus ein und derselben Profilfach-Naturwissenschaft und
7.
alle Kurshalbjahresergebnisse der Prüfungsfächer, sofern sie nicht bereits vorher durch die Einbringung gemäß den Nummern 1 bis 6 erfasst sind,
8.
zwei Kurshalbjahresergebnisse, sofern eine neu begonnene Fremdsprache belegt wurde.
In den Block II sind die Ergebnisse der fünf Prüfungselemente der Abiturprüfung, also aus fünf Prüfungsfächern oder aus vier Prüfungsfächern und einer besonderen Lernleistung, jeweils vierfach gewichtet einzubringen (20 Leistungen). Die vierfach abgerechneten Leistungen der Abiturprüfungen werden dem Block II zugewiesen. Hier müssen mindestens 100 Punkte erreicht werden.
Zum Bestehen der Abiturprüfung sind mindestens in der Summe aus Block I und II 300 Punkte notwendig, was der Note 4,0 entspricht.

## Einzelbelege
1. ↑  Schulsystem in Sachsen-Anhalt. Abgerufen am 29. Dezember 2022.